# Blommor i skugga
Blommor i skugga är en amerikansk film från 1941 i regi av Mervyn LeRoy. Filmen vann en Oscar för bästa scenografi (färgfilm), och var nominerad i ytterligare tre kategorier.

## Handling
Det är 1900-talets början och den rike Edna Kathy gifter sig med Sam Gladney från Texas. De får en son men förlorar barnet och Edna kan inte få fler barn. Hon börjar då engagera sig för föräldralösa barns situation.

## Rollista
- Greer Garson - Edna
- Walter Pidgeon - Sam
- Felix Bressart - Dr. Max Breslar
- Marsha Hunt - Charlotte
- Fay Holden - Mrs. Kahly
- Samuel S. Hinds - Mr. Kahly
- Kathleen Howard - Mrs. Keats
- George Lessey - Mr. Keats
- Henry O'Neill - domare